# Ion Roată
Ion Roată is een Roemeense gemeente in het district Ialomița.
Ion Roată telt 3553 inwoners.